# Liste der Innenminister von Brandenburg
Liste der Innenminister von Brandenburg.

## Innenminister von Brandenburg (1946–1952)
| Name             | Amtsantritt                                           | Kabinett                    | Partei |
| ---------------- | ----------------------------------------------------- | --------------------------- | ------ |
| Bernhard Bechler | 20. Dezember 1946                                     | Steinhoff II                | SED    |
| Bruno Lentzsch   | 14. September 1949 5. Dezember 1949 29. November 1950 | Steinhoff II Jahn I Jahn II | SED    |

## Innenminister von Brandenburg (seit 1990)
| Name                | Amtsantritt                                       | Kabinett                          | Partei    |
| ------------------- | ------------------------------------------------- | --------------------------------- | --------- |
| Alwin Ziel          | 1. November 1990 11. Oktober 1994                 | Stolpe I Stolpe II                | SPD       |
| Jörg Schönbohm      | 13. Oktober 1999 26. Juni 2002 19. September 2004 | Stolpe III Platzeck I Platzeck II | CDU       |
| Rainer Speer        | 6. November 2009                                  | Platzeck III                      | SPD       |
| Dietmar Woidke      | 6. Oktober 2010                                   | Platzeck III                      | SPD       |
| Ralf Holzschuher    | 28. August 2013                                   | Woidke I                          | SPD       |
| Karl-Heinz Schröter | 5. November 2014                                  | Woidke II                         | SPD       |
| Michael Stübgen     | 20. November 2019                                 | Woidke III                        | CDU       |
| Katrin Lange        | 11. Dezember 2024                                 | Woidke IV                         | SPD       |
| René Wilke          | 22. Mai 2025                                      | Woidke IV                         | parteilos |